# Takeo Ito (hokej na travi)
Takeo Ito (5. siječnja 1915.) je bivši japanski hokejaš na travi. Igrao je na mjestu napadača.
Na Olimpijskim igrama u Berlinu 1936. je igrao za Japan. Pobijedio je u dvjema utakmicama, a izgubio jednu. Japan nije prošao dalje. Ito je odigrao sva tri susreta.

## Vanjske poveznice
- Profil na Sports Reference.com  Arhivirana inačica izvorne stranice od 11. listopada 2012. (Wayback Machine)
- 6. dio turnira  Arhivirana inačica izvorne stranice od 8. lipnja 2004. (Wayback Machine)